# 소셜 그래프

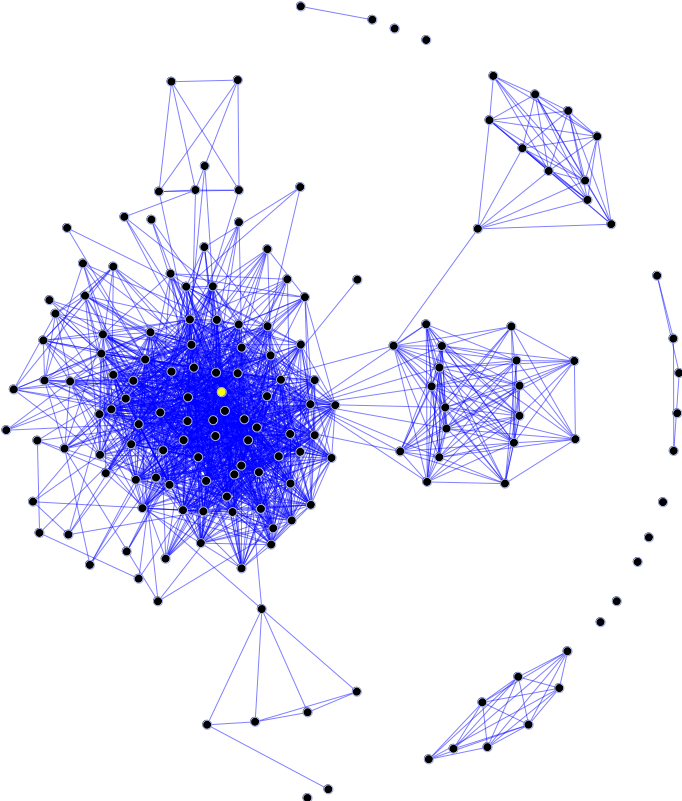
소셜 그래프

소셜 그래프(Social Graphe)는 소셜 네트워크를 표현하기 위해 사용되는 구조다.
소셜 그래프는 노드(Node)와 링크(Tie)로 이루어져 있다. 노드는 소셜 네트워크상에서 활동하는 각 개개인들을 나타내고, 링크는 이들 노드간의 관계를 표현한다. 이 그래프는 소셜 네트워크의 특성을 시각화하여 보여준다.

## 6단계 분리 이론(Six degrees of separation)
하버드 대학교수였던 스탠리 밀그램(Stanley Milgram)가 이 구조를 처음 제기했다. 밀그램은 실험을 통해 세상 사람들은 생각보다 짧은 단계, 즉 6단계만 거치면 세상 모든 사람들이 연결된다는 6단계 분리(six degrees of separation) 이론을 제시하였다.

## 관련어
- 소셜 네트워크
- 노드
- 링크

## 같이 보기
- 사회 연결망
- 사회 연결망 분석
- 소셜 웹
- 야코브 레비 모레노
- 꽌시